# Edward Lowe Temple
Edward Lowe Temple (1844-1928) fue un banquero y escritor estadounidense.

## Biografía
Nacido el 12 de mayo de 1844 en Fort Winnebago (Wisconsin), desde 1883 fue gerente del Marble Savings Bank. En 1893 publicó un volumen titulado The Church in the Prayer Book. También fue autor de Shakespeare: the Man and his Art y Testimony of the Scriptures. Temple, que contrajo matrimonio con Lucy Graves en Rutland (Vermont) el 29 de septiembre de 1869, habría fallecido en 1928.